# Abruzzo Ultra
L'Abruzzo Ulteriore (anche Abruzzo Ultra, Abruzzo Alto, Abruzzo Superiore, o Vestina) è stata una unità amministrativa prima del Regno di Sicilia e poi del Regno di Napoli.
Questo territorio fu costituito in giustizierato nel 1273 da Carlo I d'Angiò con il diploma di Alife, che formalizzò la divisione del giustizierato d'Abruzzo, creato dall'Imperatore Federico II, in due distretti amministrativi, l'Aprutium ultra flumen Piscariae e l'Apriutium citra flumen Piscariae (Abruzzo al di là del fiume Pescara e Abruzzo al di qua del fiume Pescara).
Il capoluogo era Aquila, e i confini del giustizierato comprendevano gran parte delle attuali province dell'Aquila, di Teramo e la parte della provincia di Pescara a nord dell'omonimo fiume, oltre ai territori della provincia di Rieti corrispondenti al circondario di Cittaducale.
Nel 1806 la provincia venne divisa in due parti, rispettivamente alla destra e alla sinistra del massiccio del Gran Sasso d'Italia; la porzione adriatica, chiamata Abruzzo Ultra I con capoluogo a Teramo, era delimitata a nord dal fiume Tronto ed a sud dal Pescara mentre la porzione appenninica, chiamata Abruzzo Ultra II con capoluogo all'Aquila, costituiva il territorio dell'attuale provincia con l'aggiunta del già citato circondario di Cittaducale e una piccola porzione della provincia di Pescara comprendente i due comuni di Bussi sul Tirino e Popoli.